# Lanto
Lanto (de son vrai nom Lanto Rambeasimbola), né le 9 janvier 1988, est un footballeur malgache évoluant au poste de milieu de terrain dans l’équipe de l'US Stade Tamponnaise.

## Palmarès
- Champion de Madagascar en 2008 avec l'Academie Ny Antsika
- Vainqueur de la Coupe des clubs champions de l'océan Indien en 2011 avec l'US Stade Tamponnaise
- Vainqueur de la Coupe Régionale de France en 2011 avec l'US Stade Tamponnaise.